# إسحاق بارسونز (سياسي)
إسحاق بارسونز (بالإنجليزية: Isaac Parsons) هو سياسي أمريكي، ولد في 7 يناير 1814 في مقاطعة هامبشاير في الولايات المتحدة، وتوفي في 24 أبريل 1862 في الولايات المتحدة.